# Reggicalze

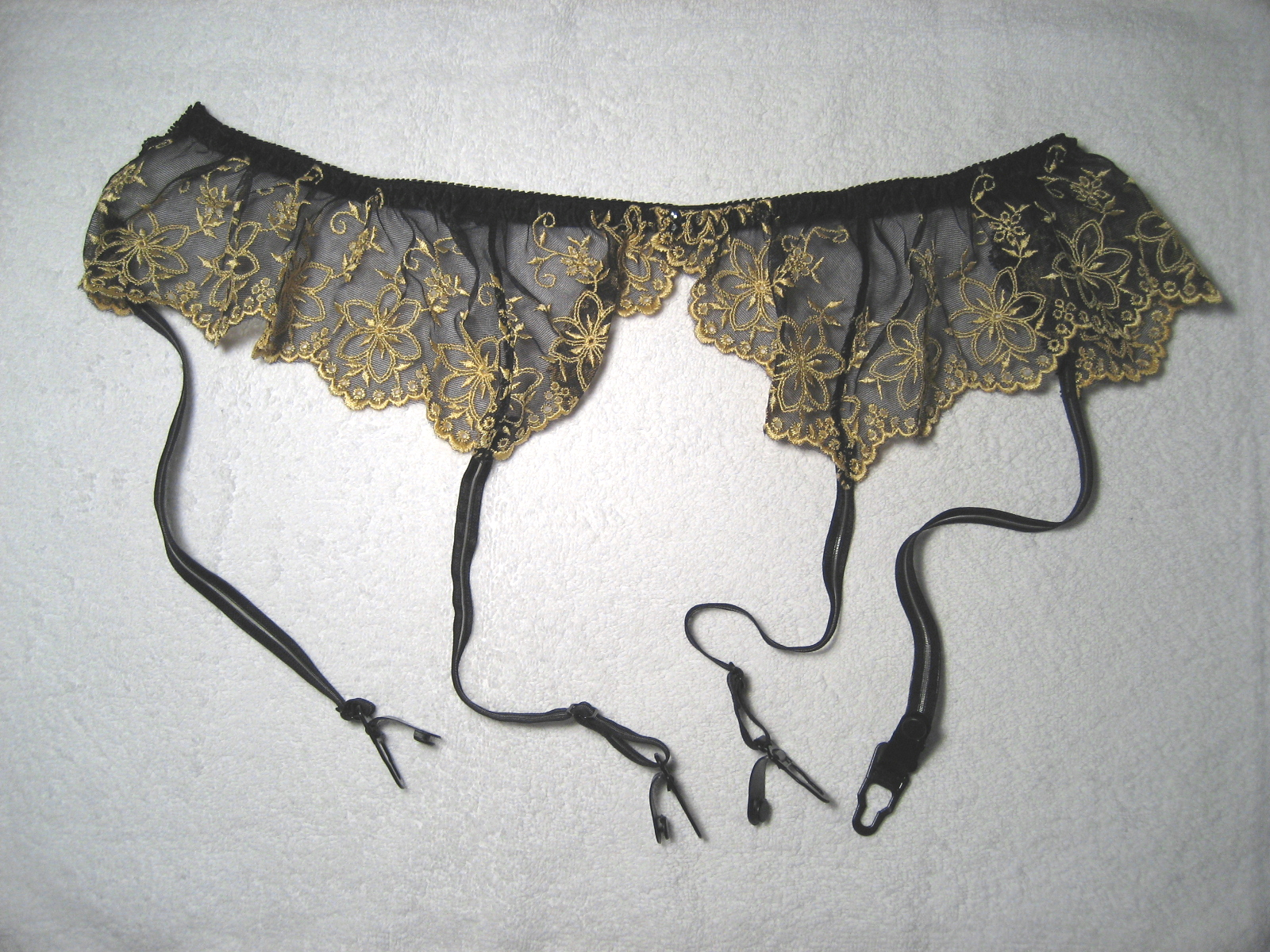
Un reggicalze in pizzo con quattro giarrettelle a slitta

Il reggicalze è un indumento intimo femminile (ma esiste anche maschile) formato da una cintura/fascia che cinge la vita e si appoggia ai fianchi, e da alcune bretelline dette giarrettelle (o giarrettiere con lemma peraltro ambiguo in quanto possiede altra accezione primaria), solitamente elastiche e regolabili in numero da due a otto ma comunemente quattro, poste longitudinalmente alle cosce, aventi ciascuna alla sua estremità inferiore un gancetto, a pinza o a slitta, atto a fissare le calze. 
In certi casi le guaine contenitive oppure i corsetti modellanti possono presentare nastri e gancetti che li fanno diventare contemporaneamente anche dei reggicalze.

## Storia

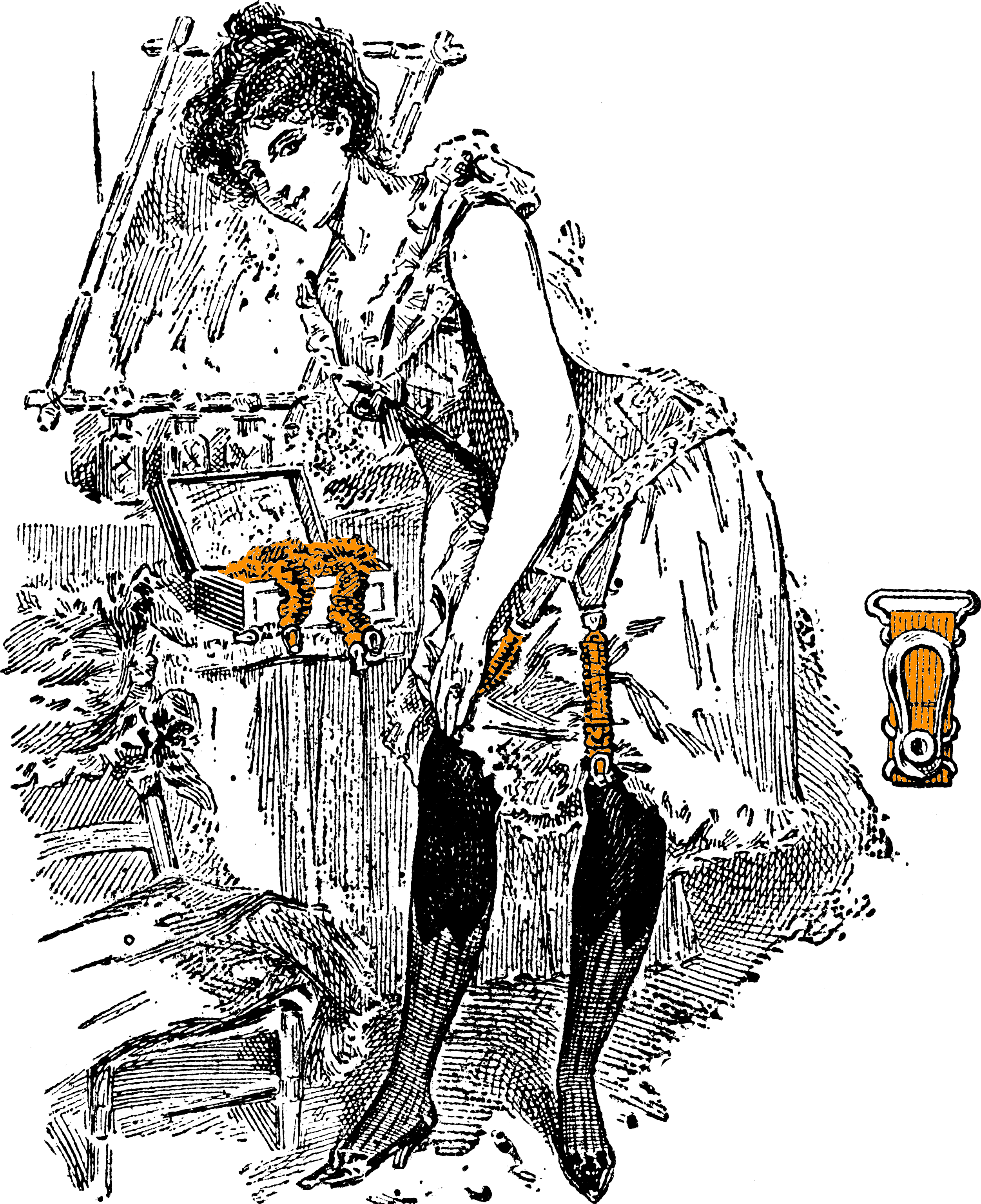
Una dama in corsetto si sistema le giarrettelle alle calze

La leggenda ne attribuisce la paternità a Gustave Eiffel.
Nel 1876 il merciaio Fereol Dedieu ne ideò un prototipo per ragioni medico-sanitarie; infatti, le giarrettiere causavano problemi di circolazione sanguigna ad alcune donne. Il prototipo fu però giudicato inestetico e poco seducente. Quando la moda impose il corsetto dotato di laccetti per sostenere le calze, furono le inglesi ad adottarlo per prime a partire dal 1893.
Intorno al 1910, il grande sarto Paul Poiret creò il reggicalze così come lo conosciamo oggi, in concomitanza alla decadenza del busto e a favore di un intimo più leggero.
La locandina del film L'angelo azzurro, in cui si vede Marlene Dietrich indossare un reggicalze in una sublime posa provocante, contribuì ugualmente a lanciare questo indumento intimo.
Va tuttavia ricordato che per questioni di praticità molte donne nella quotidianità indossavano le calze da reggicalze senza il reggicalze, semplicemente arrotolando la parte superiore della calza (dando il via alle antenate delle moderne autoreggenti).
La seconda guerra mondiale e la conseguente ristrettezza economica posero un freno alla sua diffusione. 
Dopo la guerra, dagli Stati Uniti incominciarono ad arrivare le calze in nylon. Michel Rochas creò la guêpière. La moda stava cambiando e il reggicalze prendeva una cattiva reputazione, diventando un segno di riconoscimento delle prostitute. Per questo motivo, essendo considerata disdicevole la vista del reggicalze o della balza di una calza da reggicalze, con l'accorciamento delle gonne e poi l'invenzione della minigonna negli anni sessanta cominciarono a diffondersi i collant.
La lunga crisi del reggicalze durò fino agli anni settanta, durante i quali la stilista Chantal Thomas, tra gli altri, reintrodusse la biancheria sexy e sofisticata per le donne eleganti; il reggicalze conservava comunque un'aura peccaminosa.
Gli anni ottanta furono quelli della ripresa del reggicalze. Come a suo tempo L'angelo azzurro, alcuni film furono decisivi a rendere popolare questo accessorio. Si possono citare Luna di fiele in cui Emmanuelle Seigner appare in tacchi a spillo, calze e reggicalze sotto l'impermeabile, o anche Tacchi a spillo in cui gli uomini che si travestono da donne incominciano sempre indossando un reggicalze. 
Il reggicalze è, quasi sempre, ornato da pizzi, volant, ricami, fiocchetti e nastrini.

## Linguistica
In Francia è “porte-jarretelles”, negli Stati Uniti è “garter belt” e in Inghilterra è “suspender belt” (familiarmente noto come "sussies").

## Simbolismo
Fino all'apparizione dei collant, alla fine degli anni sessanta, la sua funzione era essenzialmente pratica. Dopo di allora, è indossato con un intento di seduzione o di erotismo, simbolo di femminilità. Alle donne che portano il reggicalze è in genere riconosciuto un certo fascino e una certa eleganza, una ricercatezza quasi sofisticata.
Accanto alla volontà di seduzione delle donne che lo indossano, il reggicalze è l'oggetto di fantasie anche feticiste di molti uomini.